# Disco de inicialização
Um disco de boot é uma mídia de armazenamento digital pelo qual um computador pode carregar e executar (dar boot no jargão da área) um sistema operacional ou outro programa utilitário. O computador precisa ter um outro programa interno que carregue e execute um programa de um disco de boot que obedeça alguns padrões.
Os discos de boot são usados para:
- Instalação de sistemas operacionais
- Recuperação de dados
- Eliminação de dados
- Solução de problemas em hardware ou software
- Personalizar um sistema operacional;
- Demonstração de software
- Ter acesso administrativo caso uma senha tenha sido extraviada (depende do sistema operacional)

Dado que muitos computadores podem iniciar a partir de discos rígidos contendo um sistema operacional e outros softwares em geral não é necessário um disco de boot. Discos flexíveis e CD-ROMs são as mídias mais comuns para os discos de boot porém unidades de fita, unidades zip e mais recentemente pen drives também são utilizados. A BIOS do computador deve ter suporte a boot para o dispositivo em questão.

## O processo de iniciação
O termo boot provém da lenda do Barão de Münchhausen que dizia ser capaz de levantar do pântano se puxando nos próprios cadarços da bota (boot straps em inglês). O computador contém neste caso um pequeno programa (bootstrap no jargão) que irá carregar e executar um programa encontrado no dispositivo de boot. Este programa pode ser um pequeno programa que carrega um outro maior e com mais funcionalidades como por exemplo um sistema operacional. Para possibilitar a iniciação sem requerer um dispositivo de memória de massa ou ter que escrever na própria mídia do disco de boot o programa de boot faz uso de parte da memória RAM para armazenamento temporário.
Como um exemplo, qualquer computador compatível com o PC da IBM pode carregar o conteúdo dos primeiros 256 bytes de um disco flexível e executá-lo desde que seja um programa válido. Discos flexíveis de boot possuem um carregador (boot loader no jargão) pequeno armazenado nestes bytes. O processo é vulnerável a abusos pois discos flexíveis podem carregar vírus escritos nos primeiros setores que se carregado pode infectar o computador que efetuou o boot.

## Discos flexíveis de iniciação
Discos flexíveis contém o MS-DOS ou versões miniaturizadas do Linux. O disco flexível mais comum pode armazenar apenas 1,44 MB de dados no seu formato padrão tornando inviável sua utilização em sistemas operacionais maiores. O uso de discos flexíveis para iniciação está sendo abandonado em favor de mídias com maior capacidade como CD-ROMs e pen drives. Um CD-ROM tem espaço suficiente para acomodar um sistema operacional o que torna possível iniciá-lo a partir desta mídia no que é comumente chamado de live CD.

## Iniciando a partir de um disco
Um computador moderno está configurado para iniciar a partir de vários dispositivos em uma dada ordem. Esta porém pode ser alterada através da configuração da BIOS. Algumas permitem que o último estágio do boot seja interrompido e uma lista de dispositivos seja mostrada se uma tecla de função é pressionada.

## Dispositivos utilizados como disco boot
- Disquete
- CD
- DVD
- Pendrive
- Zipdrive
- Unidade de fita